# At San Quentin
Albums de Johnny Cash
The Holy Land
(1969) More of Old Golden Throat
(1968)
At San Quentin est un enregistrement d'un concert donné par Johnny Cash pour les détenus de la Prison d'État de San Quentin en Californie. En plus d'être sorti en disque le concert a été filmé par Granada Television.
Sur la version originale LP, l'ordre des morceaux a été changé et plusieurs chansons ont été coupées, probablement pour des raisons d'espace. Malgré le titre de la version finale sur CD en 2000 At San Quentin (The Complete Concert 1969), le CD ne contient pas les parties coupées du concert comme les chansons Jackson et Orange Blossom Special non incluses dans le CD mais qui sont incluses dans la version vidéo du spectacle.
En 2006, Legacy Recordings a publié une autre version de luxe intitulé At San Quentin - Legacy Edition. La version de trois disques dont deux CD contenant 31 sélections, 13 d'entre elles inédites, plus un DVD du documentaire original. Il y a aussi des interviews avec les prisonniers et les gardes qui étaient présents lorsque le Johnny Cash Show eut lieu à la prison.
L'album a été nommé pour un certain nombre de Grammy Awards, y compris Album de l'année et a remporté le prix de la Meilleure performance vocale pour un chanteur de Country pour A Boy Named Sue. En 2004, il a reçu le Grammy Hall of Fame Award. Il est également cité dans l'ouvrage de référence de Robert Dimery Les 1001 albums qu'il faut avoir écoutés dans sa vie et dans plusieurs autres listes.

## Le concert
Ce concert du 24 février 1969 était le troisième de Johnny Cash à San Quentin, l'ambiance parmi les prisonniers et les surveillants a été très chargée d'émotion. Cash a chanté quelques chansons avec son épouse et a annoncé qu'il avait écrit une chanson dans l'après-midi sur l'impression qu'il ressentait à San Quentin. Chaque vers de la chanson comme « San Quentin, puisses-tu pourrir et brûler en enfer » ou « Pensez-vous que je vais être différent lorsque vous en aurez terminé » a été accueillie avec des commentaires à voix haute et des interjections.
Cash a également présenté pour la première fois le morceau écrit par Shel Silverstein A Boy Named Sue en entier, le single devenu numéro un aux États-Unis. Dans le medley final tous les musiciens étaient sur scène à nouveau ensemble.
Comme pour l'album précédent de Johnny Cash enregistré d'une prison, At Folsom Prison, des artistes se sont joints à lui : sa femme June Carter Cash et la Carter Family, Carl Perkins et les Statler Brothers. Pour les musiciens de Cash The Tennessee Three le guitariste est désormais Bob Wootton en remplacement de Luther Perkins qui a péri dans un incendie en août 1968.

## Les titres

### Album original, 1969
| 1. | Wanted Man               | Bob Dylan                                    | 3:24 |
| 2. | Wreck of the Old 97 (en) | arr. Johnny Cash, Bob Johnston, Norman Blake | 2:17 |
| 3. | I Walk the Line          | Johnny Cash                                  | 3:13 |
| 4. | Darling Companion        | John Sebastian                               | 6:10 |
| 5. | Starkville City Jail     | Johnny Cash                                  | 2:01 |

| 6.  | San Quentin                                                 | Johnny Cash      | 4:07 |
| 7.  | San Quentin (seconde interprétation à la demande du public) | Johnny Cash      | 3:13 |
| 8.  | A Boy Named Sue                                             | Shel Silverstein | 3:53 |
| 9.  | (There'll Be) Peace in the Valley                           | Thomas A. Dorsey | 2:37 |
| 10. | Folsom Prison Blues                                         | Johnny Cash      | 1:29 |

### Réédition CD, 2000
| 1.  | Big River                                                                               | Johnny Cash                                       | 1:56 |
| 2.  | I Still Miss Someone                                                                    | Johnny Cash, Roy Cash                             | 1:52 |
| 3.  | Wreck of the Old 97 (en)                                                                | arr. Johnny Cash, Bob Johnston, Norman Blake      | 2:05 |
| 4.  | I Walk the Line                                                                         | Johnny Cash                                       | 3:29 |
| 5.  | Darlin' Companion                                                                       | John Sebastian                                    | 3:21 |
| 6.  | I Don't Know Where I'm Bound                                                            | Terence Cuddy                                     | 2:24 |
| 7.  | Starkville City Jail                                                                    | Johnny Cash                                       | 6:15 |
| 8.  | San Quentin                                                                             | Johnny Cash                                       | 4:07 |
| 9.  | San Quentin (seconde interprétation à la demande du public)                             | Johnny Cash                                       | 3:13 |
| 10. | Wanted Man                                                                              | Bob Dylan                                         | 3:24 |
| 11. | A Boy Named Sue                                                                         | Silverstein                                       | 3:59 |
| 12. | (There'll Be) Peace in the Valley                                                       | Dorsey                                            | 2:30 |
| 13. | Folsom Prison Blues                                                                     | Johnny Cash                                       | 4:24 |
| 14. | Ring of Fire                                                                            | June Carter, Merle Kilgore                        | 2:07 |
| 15. | He Turned the Water Into Wine                                                           | Johnny Cash                                       | 4:01 |
| 16. | Daddy Sang Bass                                                                         | Carl Perkins                                      | 2:43 |
| 17. | The Old Account Was Settled Long Ago                                                    | L.R. Dalton                                       | 2:16 |
| 18. | Closing Medley (Folsom Prison Blues/I Walk the Line/Ring of Fire/The Rebel-Johnny Yuma) | Cash/Cash/Carter, Kilgore/R. Markowitz, A. Fenady | 5:08 |

### Legacy edition, 2006
Réédition comprenant deux CD et un DVD
| 1.  | Blue Suede Shoes                              | Carl Perkins                          | Carl Perkins                           | 3:52 |
| 2.  | Flowers on the Wall                           | Lew DeWitt                            | The Statler Brothers                   | 3:27 |
| 3.  | The Last Thing on My Mind (en)                | Tom Paxton                            | The Carter Family                      | 3:34 |
| 4.  | June Carter Talks to the Audience             |                                       | June Carter                            | 3:27 |
| 5.  | Wildwood Flower (en)                          | Maud Irving, Joseph Philbrick Webster | The Carter Family                      | 3:49 |
| 6.  | Big River                                     | Johnny Cash                           | Johnny Cash                            | 1:43 |
| 7.  | I Still Miss Someone                          | Johnny Cash, Roy Cash                 | Johnny Cash                            | 1:50 |
| 8.  | Wreck of the Old 97 (en)                      | arr. Cash, Johnston, Blake            | Johnny Cash                            | 3:24 |
| 9.  | I Walk the Line                               | Johnny Cash                           | Johnny Cash                            | 2:28 |
| 10. | Medley (Long Black Veil/Give My Love to Rose) | Danny Dill, Marijohn Wilkin           | Johnny Cash                            | 4:06 |
| 11. | Folsom Prison Blues                           | Johnny Cash                           | Johnny Cash                            | 3:00 |
| 12. | Orange Blossom Special                        | Ervin T. Rouse                        | Johnny Cash                            | 3:03 |
| 13. | Jackson                                       | Jerry Leiber, Billy Edd Wheeler       | Johnny Cash, June Carter, Carl Perkins | 3:23 |
| 14. | Darlin' Companion                             | John B. Sebastian                     | Johnny Cash, June Carter, Carl Perkins | 2:24 |
| 15. | Break My Mind                                 | John Loudermilk                       | The Carter Family, Carl Perkins        | 2:56 |
| 16. | I Don't Know Where I'm Bound                  | Terry Cuddy                           | Johnny Cash, Carl Perkins              | 5:14 |
| 17. | Starkville City Jail                          | Johnny Cash                           | Johnny Cash, Carl Perkins              | 3:32 |

| 1.  | San Quentin                                                                              | Johnny Cash                                                  | Johnny Cash                                                                     | 4.09 |
| 2.  | San Quentin (seconde interprétation à la demande du public)                              | Johnny Cash                                                  | Johnny Cash                                                                     | 3:13 |
| 3.  | Wanted Man                                                                               | Johnny Cash, Bob Dylan                                       | Johnny Cash                                                                     | 3:29 |
| 4.  | Restless                                                                                 | Carl Perkins                                                 | Carl Perkins                                                                    | 3:54 |
| 5.  | A Boy Named Sue                                                                          | Shel Silverstein                                             | Johnny Cash, Carl Perkins                                                       | 3:45 |
| 6.  | Blistered (en)                                                                           | Billy Edd Wheeler                                            | Johnny Cash, Carl Perkins                                                       | 1:46 |
| 7.  | (There'll Be) Peace in the Valley                                                        | Thomas A. Dorsey                                             | J. Cash, The Carter Family, Carl Perkins                                        | 3:13 |
| 8.  | The Outside Looking In                                                                   | Carl Perkins                                                 | Carl Perkins                                                                    | 3:00 |
| 9.  | Less of Me                                                                               | Glen Campbell                                                | The Statler Brothers, Carl Perkins                                              | 2:45 |
| 10. | Ring of Fire                                                                             | June Carter, Merle Kilgore                                   | J. Cash, The Carter Family, Carl Perkins                                        | 2:07 |
| 11. | He Turned the Water Into Wine                                                            | Johnny Cash                                                  | J. Cash, The Carter Family, Carl Perkins                                        | 4:01 |
| 12. | Daddy Sang Bass                                                                          | Carl Perkins                                                 | J. Cash, The Carter Family, Carl Perkins                                        | 2:43 |
| 13. | The Old Account Was Settled Long Ago                                                     | Larry Dalton                                                 | J. Cash, The Carter Family, Carl Perkins                                        | 2:16 |
| 14. | Closing Medley (Folsom Prison Blues/I Walk the Line/Ring of Fire/ The Rebel-Johnny Yuma) | Cash/Cash/June Carter, Merle Kilgore/A. Fenady, R. Markowitz | June Carter, The Carter Family, The Statler Brothers, Carl Perkins, Johnny Cash | 5:08 |

## Classements hebdomadaires
| Classement (1969-1972)          | Meilleure place |
| ------------------------------- | --------------- |
| Canada (RPM Top Albums)         | 1               |
| États-Unis (Billboard 200)      | 1               |
| États-Unis (Top Country Albums) | 1               |
| Norvège (VG-lista)              | 6               |
| Pays-Bas (Mega Album Top 100)   | 4               |
| Royaume-Uni (UK Albums Chart)   | 2               |

## Certifications
| Pays                  | Certification | Date       | Unités certifiées |
| --------------------- | ------------- | ---------- | ----------------- |
| Australie (ARIA)      | Platine       | 1982       | 50 000            |
| Canada (Music Canada) | Platine       | 01/05/1979 | 100 000           |
| États-Unis (RIAA)     | 3 × Platine   | 27/05/2003 | 3 000 000         |
| Irlande (IRMA)        | Or            | 2006       | 7 500             |
| Royaume-Uni (BPI)     | Or            | 22/07/2013 | 100 000           |